# خذلان (روستا)
 خذلان  به عربی ( خّذلان )، روستایی است در دهستان مُسْتبا از توابع استان حَجّه در کشور یمن در شبه جزیره عربستان.

## جمعیت
جمعیت آن ( ۴۰) نفر (۵ خانوار) می‌باشد.